# Нагорное (Донецкая область)
Наго́рное (укр. Нагірне) — посёлок Соледарской городской общине Бахмутского района Донецкой области Украины.
Население по переписи 2001 года составляло 14 человек.